# Eresia mylitta
Eresia mylitta är en fjärilsart som beskrevs av Edwards 1861. Eresia mylitta ingår i släktet Eresia och familjen praktfjärilar. Inga underarter finns listade i Catalogue of Life.